# Conus carnalis
Espèce
Statut de conservation UICN

 LC  : Préoccupation mineure
Conus carnalis est une espèce de mollusques gastéropodes marins de la famille des Conidae.
Comme toutes les espèces du genre Conus, ces escargots sont prédateurs et venimeux. Ils sont capables de « piquer » les humains et doivent donc être manipulés avec précaution, voire pas du tout.

## Description
La taille de la coquille varie entre 34 mm et 63 mm.

## Distribution
Cette espèce est présente dans l'océan Atlantique au large de l'Angola.

### Niveau de risque d’extinction de l’espèce
Selon l'analyse de l'UICN réalisée en 2011 pour la définition du niveau de risque d'extinction, cette espèce se trouve dans une région peu peuplée de l'Angola où il n'y a pas de développement touristique à grande échelle. Même si son aire de répartition est restreinte, aucune menace immédiate ne pèse sur l'espèce. Des prospections pétrolières ont été effectuées le long de la côte angolaise et d'éventuelles explorations pétrolières pourraient avoir un effet sur la côte angolaise dans le futur, mais il n'y a pas de développement actuel de ces activités. L'espèce a été évaluée comme étant de préoccupation mineure.

## Taxonomie

### Publication originale
L'espèce Conus carnalis a été décrite pour la première fois en 1879 par le conchyliologiste, éditeur et illustrateur britannique George Brettingham Sowerby III (1843-1921) dans la publication intitulée « Proceedings of the Zoological Society of London »,.

### Synonymes
- Conus (Pseudonoduloconus) carnalis G. B. Sowerby III, 1879 · appellation alternative
- Conus amethystinus Trovão, 1975 · non accepté
- Pseudonoduloconus carnalis (G. B. Sowerby III, 1879) · non accepté

## Identifiants taxonomiques
Chaque taxon catalogué par les bases de données biologiques et taxonomiques possède un identifiant qui permet d'établir un point de référence. Les identifiants de Conus carnalis dans les principales bases sont les suivants :
CoL : XX4P - GBIF : 6510728 - iNaturalist : 150321 - IRMNG : 11703977 - TAXREF : 94337 - UICN : 192830 - WoRMS : 426446